# Тюбиз
Тюби́з (фр. Tubize, нидерл. Tubeke) — коммуна в Валлонии, расположенная в провинции Валлонский Брабант, округ Нивель. Принадлежит Французскому языковому сообществу Бельгии. На площади 32,66 км² проживают 22 335 человек (плотность населения — 684 чел./км²), из которых 48,65 % — мужчины и 51,35 % — женщины. Средний годовой доход на душу населения в 2003 году составлял 12 507 евро.
Почтовый код: 1480. Телефонный код: 02.

## Города-побратимы
- Миранд (Франция, с 1964)